# Барабаново (Крым)
Бараба́ново (укр. Барабанове, крымскотат. Barabanovo, Барабаново) — село в Белогорском районе Крыма (согласно административно-территориальному делению Украины входит в состав Зуйского поселкового совета Автономной Республики Крым, согласно административно-территориальному делению России — в составе Зуйского сельского поселения Республики Крым).

## Население
| 2001 | 2014 |
| ---- | ---- |
| 126  | ↘97  |

Всеукраинская перепись 2001 года показала следующее распределение по носителям языка
| Язык             | Процент |
| ---------------- | ------- |
| русский          | 53.97   |
| крымскотатарский | 43.65   |
| другие           | 0.79    |

### Динамика численности
| - 1864 год — 29 чел. - 1886 год — 352 чел. - 1889 год — 366 чел. - 1892 год — 442 чел. - 1902 год — 444 чел. - 1915 год — 637/80 чел. - 1926 год — 288 чел. | - 1939 год — 503 чел. - 1989 год — 91 чел. - 2001 год — 126 чел. - 2009 год — 123 чел. - 2014 год — 97 чел. |

## Современное состояние
На 2017 год в Барабаново числится 4 улицы и 1 переулок; на 2009 год, по данным поссовета, село занимало площадь 41,7 гектара на которой, в 39 дворах, проживало 123 человека. Барабаново связано автобусным сообщением с Симферополем и соседними населёнными пунктами.

## География
Село Барабаново находится на юго-западе района. Расположено в пределах Внутренней гряды Крымских гор, у истока безымянного ручья, левого притока Зуи. Высота центра села над уровнем моря — 507 м — одно из самых высокогорных сёл в Крыму. Соседние сёла: Петрово в 400 м к западу и Баланово — примерно в 2,5 км к востоку гоными просёлками. Расстояние до райцентра — около 35 километров (по шоссе), ближайшая железнодорожная станция — Симферополь, примерно в 29 километрах. Транспортное сообщение осуществляется по региональной автодороге 35Н-090 Зуя — Барабановка (по украинской классификации — С-0-10314).

## История
Русская деревня Барабанова возникла в первой половине XIX века. На карте 1817 года её ещё нет, а в «Ведомости о казённых волостях Таврической губернии» от 31 августа 1829 года в составе Аргинской волости уже записана российская деревня Барабановка . На карте 1836 года в деревне Барабанова 15 дворов, а на карте 1842 года Барабановка (русская) обозначена условным знаком «малая деревня», то есть, менее 5 дворов.
В 1860-х годах, после земской реформы Александра II, деревню приписали к Зуйской волости. В «Списке населённых мест Таврической губернии по сведениям 1864 года», составленном по результатам VIII ревизии 1864 года, Барабанова — казённая русская деревня с 29 дворами и 200 жителямипри фонтане. По обследованиям профессора А. Н. Козловского начала 1860-х годов, в селении «имеются в изобилии родники и горные ручейки», также были колодцы с пресной водой глубиной не более 3—5 саженей (6—10 м). На трёхверстовой карте Шуберта 1865—1876 года в деревне Барабановка обозначено 30 дворов. На 1886 год в деревне Барабановка, согласно справочнику «Волости и важнѣйшія селенія Европейской Россіи», проживало 352 человека в 41 домохозяйствах, действовала лавка. В «Памятной книге Таврической губернии 1889 года» по результатам Х ревизии 1887 года записана Барабановка Зуйской волости с 65 дворами и 366 жителями.
После земской реформы 1890-х годов деревня осталась в составе преобразованной Зуйской волости. На верстовой карте 1890 года в деревне обозначено 62 двора с русским населением. Согласно «…Памятной книжке Таврической губернии на 1892 год», в деревне Барабаново, входившей в Барабановское сельское общество, было 442 жителя в 66 домохозяйствах, на 672 десятинах земли. По «…Памятной книжке Таврической губернии на 1902 год» в деревне Барабаново, входившей в Барабановское сельское общество, числилось 444 жителя в 62 домохозяйствах. По Статистическому справочнику Таврической губернии. Ч.II-я. Статистический очерк, выпуск шестой Симферопольский уезд, 1915 год, в деревне Барабановка Зуйской волости Симферопольского уезда числилось 108 дворов с русским населением в количестве 637 человек приписных жителей и 80 — «посторонних», из которых 312 мужчин и 325 женщин. Жители владели 612 десятинами земли. В хозяйствах имелось 160 лошадей, 50 волов, 80 коров и 180 голов мелкого скота.
После установления в Крыму Советской власти, по постановлению Крымревкома от 8 января 1921 года была упразднена волостная система и село включили в состав вновь созданного Подгородне-Петровского района Симферопольского уезда, а в 1922 году уезды получили название округов. 11 октября 1923 года, согласно постановлению ВЦИК, в административное деление Крымской АССР были внесены изменения, в результате которых был ликвидирован Подгородне-Петровский район и образован Симферопольский и село включили в его состав. Согласно Списку населённых пунктов Крымской АССР по Всесоюзной переписи 17 декабря 1926 года, в селе Барабановка, Нейзацкого сельсовета Симферопольского района, числилось 116 дворов, из них 113 крестьянских, население составляло 519 человек, из них 510 русских, 8 немцев, 1 татарин, действовала русская школа. Постановлением ВЦИК от 10 июня 1937 года был образован новый, Зуйский район, в который вошло село. По данным всесоюзная перепись населения 1939 года в селе проживало 503 человека. В период оккупации Крыма, 13 и 14 декабря 1943 года, в ходе операций «7-го отдела главнокомандования» 17 армии вермахта против партизанских формирований, была проведена операция по заготовке продуктов с массированным применением военной силы, в результате которой село Барабановка было сожжено и все жители вывезены в Дулаг 241.
В 1944 году, после освобождения Крыма от фашистов, 12 августа 1944 года было принято постановление № ГОКО-6372с «О переселении колхозников в районы Крыма» и в сентябре 1944 года в район приехали первые новоселы (212 семей) из Ростовской, Киевской и Тамбовской областей, а в начале 1950-х годов последовала вторая волна переселенцев из различных областей Украины. С 25 июня 1946 года Барабановка в составе Крымской области РСФСР, а 26 апреля 1954 года Крымская область была передана из состава РСФСР в состав УССР. После ликвидации в 1959 году Зуйского района, село включили в состав Симферопольского. К 1960 году Барабановку переименовали в Барабаново (согласно справочнику «Крымская область. Административно-территориальное деление на 1 января 1968 года» — в период с 1954 по 1968 год). Время включения в Зуйский поссовет пока не установлено: на 15 июня 1960 года село уже числилось в его составе. Указом Президиума Верховного Совета УССР «Об укрупнении сельских районов Крымской области», от 30 декабря 1962 года Симферопольский район был упразднён и село присоединили к Белогорскому. По данным переписи 1989 года в селе проживал 91 человек. С 12 февраля 1991 года село в восстановленной Крымской АССР, 26 февраля 1992 года переименованной в Автономную Республику Крым. С 21 марта 2014 года в составе Крыма аннексировано Россией.